# Bryobia fuegina
Bryobia fuegina är en spindeldjursart som beskrevs av Gonzalez 1977. Bryobia fuegina ingår i släktet Bryobia och familjen Tetranychidae. Inga underarter finns listade.